# Gastão Vidigal (San Paolo)
Gastão Vidigal è un comune del Brasile nello Stato di San Paolo, parte della mesoregione di São José do Rio Preto e della microregione di Auriflama.